# یامائوکا ۷۱۹۳
سیارک ۷۱۹۳ (به انگلیسی: 7193 Yamaoka، نامگذاری:1993SE2) هفت هزار و صد و نود و سومین سیارک کشف شده‌است که در ۱۹ سپتامبر ۱۹۹۳ کشف شد.
قدر مطلق سیارک برابر ۱۲٫۱۰ است.